# زید رومرو
زید رومرو (انگلیسی: Zaid Romero؛ زادهٔ ۱۵ دسامبر ۱۹۹۹) بازیکن فوتبال است.
از باشگاه‌هایی که در آن بازی کرده‌است می‌توان به باشگاه فوتبال گودوی کروز اشاره کرد.